# 薩武賈
薩武賈是土耳其的城鎮，位於該國西部，由艾登省負責管轄，海拔高度70米，始建於奧托曼帝國時期，主要經濟活動是種植棉花，2011年人口7,770。
37°44′N 27°24′E / 37.733°N 27.400°E